# Paraderris elliptica
Paraderris elliptica là một loài thực vật có hoa trong họ Đậu. Loài này được (Wall.) Adema mô tả khoa học đầu tiên năm 2000.

## Hình ảnh

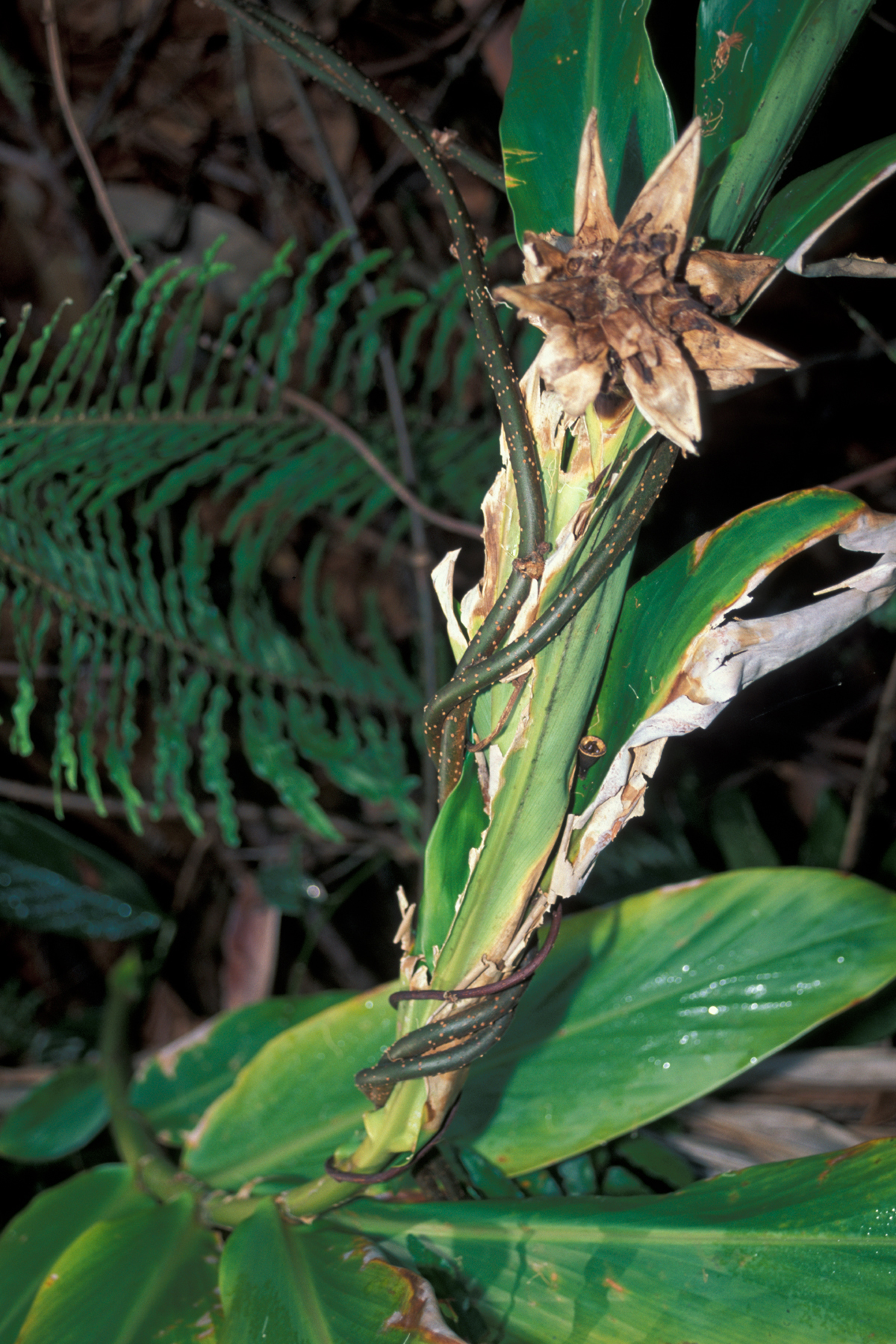
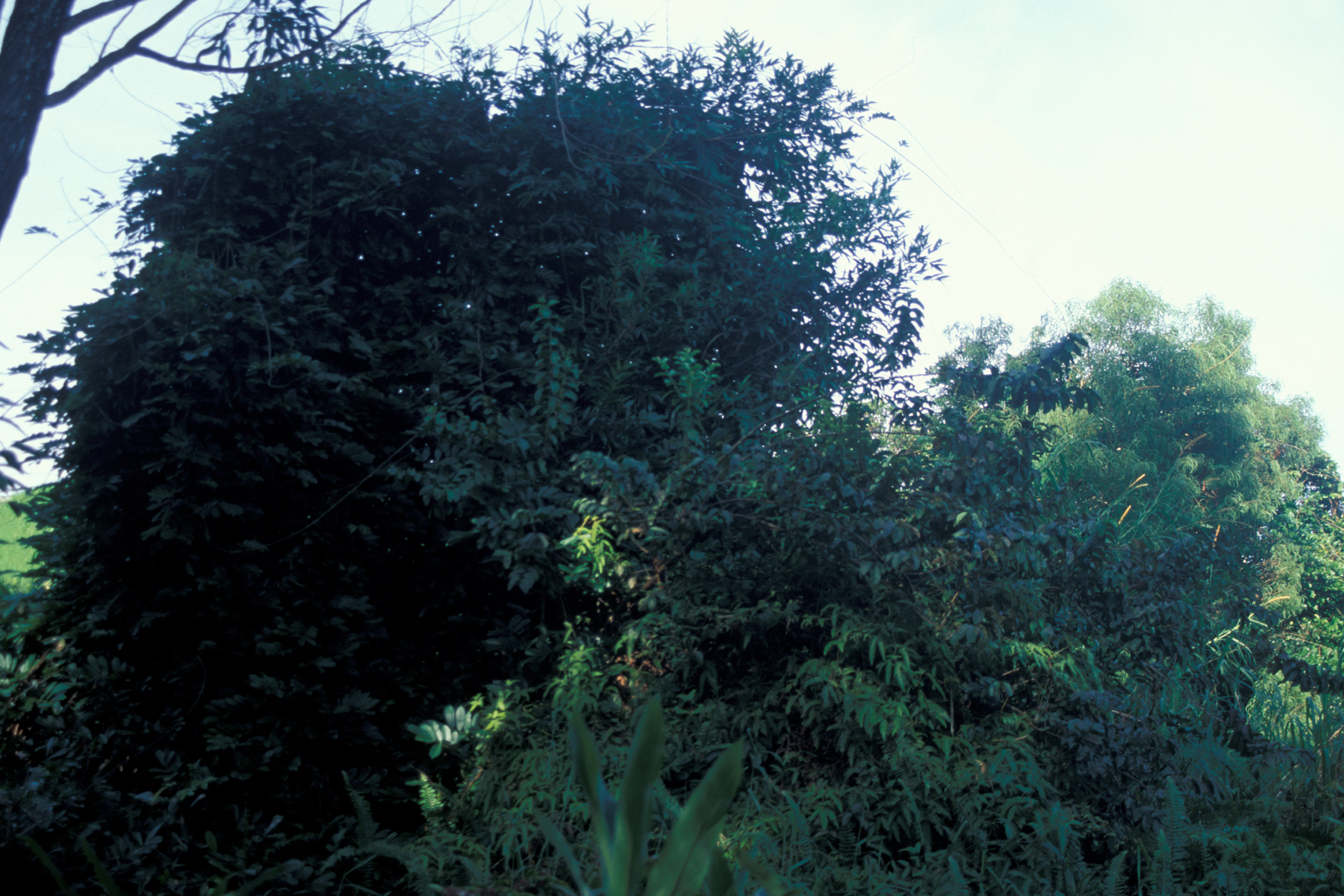
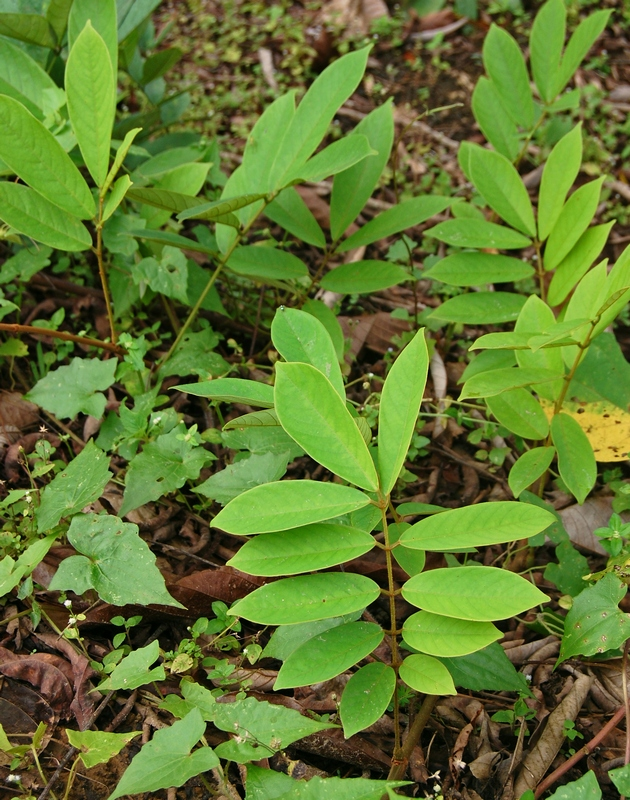